# Chemin de Borderouge
Pour les articles homonymes, voir Borderouge et Borderouge (métro de Toulouse).
Le chemin de Borderouge (en occitan : camin de Bòrdaroja) est une voie de Toulouse, chef-lieu de la région Occitanie, dans le Midi de la France.

## Situation et accès

### Description
Le chemin de Borderouge est une voie publique. Il se trouve au cœur du quartier de Borderouge, dans le secteur 3 - Nord.
Il commence en impasse, à l'ouest de la ferme de Borderouge (actuels no 20-24). Le chemin, après avoir contourné la ferme par le sud, suit un parcours orienté au nord-est, puis oblique au sud-est pour rencontrer le boulevard André-Netwiller. Il se poursuit jusqu'au carrefour de la rue du Général-d'Amade et change alors d'orientation à plusieurs reprises : au sud-ouest d'abord, puis au sud-est, et encore au sud-ouest. Il se termine enfin en impasse, le chemin de liaison vers la rue André-Etcheverlepo ayant disparu.
La chaussée compte une seule voie de circulation automobile à double-sens sur toute sa longueur. Elle appartient à une zone 30 et la vitesse y est limitée à 30 km/h. Il n'existe pas d'aménagement cyclable.

### Voies rencontrées
Le chemin de Borderouge rencontre les voies suivantes, dans l'ordre des numéros croissants (« g » indique que la rue se situe à gauche, « d » à droite) :
1. Rond-point du chemin de Borderouge
2. Boulevard André-Netwiller (g)
3. Rue Antoine-Pastre - accès piéton (d)
4. Rue du Général-Albert-d'Amade (g)

### Transports
Le chemin de Borderouge n'est pas directement desservi par les transports en commun. Il se trouve cependant à proximité immédiate du boulevard André-Netwiller, où sont les accès à la station Borderouge, sur la ligne de métro , ainsi que la gare de bus du même nom, la plus importante du nord toulousain et où marquent l'arrêt les lignes de bus 1926333640414273114.
Il existe également une station de vélos en libre-service VélôToulouse, près du rond-point du chemin de Borderouge, la station no 262 (26 chemin de Borderouge).

## Odonymie
Le chemin de Borderouge tient son nom d'une métairie (actuel no 20-24), désignée comme la « ferme rouge » (bòrda roja en occitan). Elle tenait probablement son nom des façades en brique laissées nues, sans enduit.

## Patrimoine et lieux d'intérêt

### Fermes

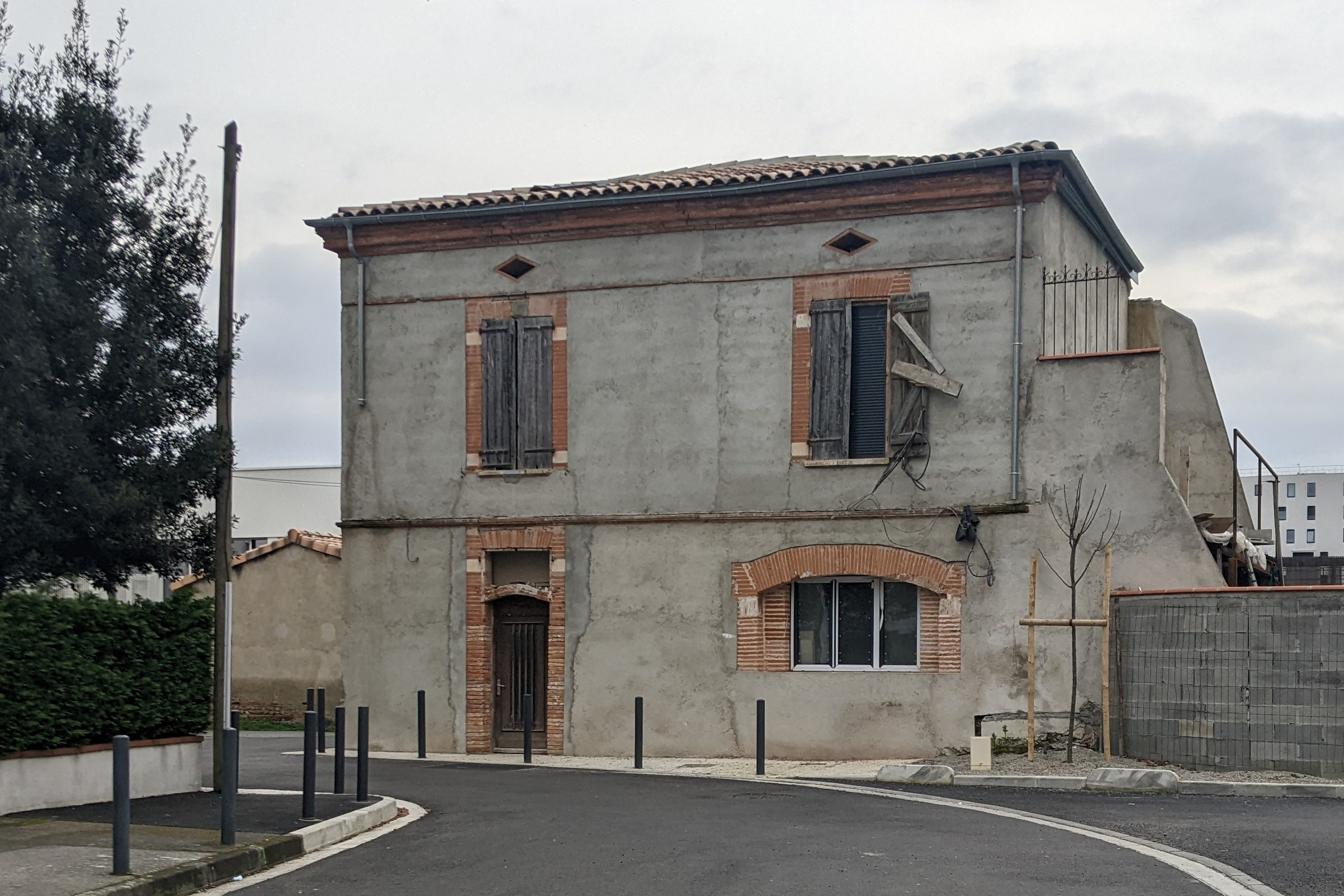
no 20-24 : ferme de Borderouge.

- no  20-24 : ferme de Borderouge. 
La « borde rouge » est une métairie dont l'existence est attestée dans la deuxième moitié du XVIIe siècle : elle appartient en 1670 à un prêtre, Pierre Trusse, qui déclare posséder une métairie bâtie en brique, un pigeonnier, un jardin, des champs et des vignes. Au milieu du XIXe siècle, les propriétés s'étendent sur 17 hectares, avant que le domaine soit progressivement morcelé entre les XIXe et XXIe siècles. 
Le bâtiment actuel, construit entre 1830 et 1860, est le seul bâtiment subsistant. Il est bâti en brique et en galets, et s'élève sur trois niveaux séparés par des cordons de brique – rez-de-chaussée, un étage et un comble à surcroît. Le niveau de comble est aéré par des ouvertures en forme de losange[3].

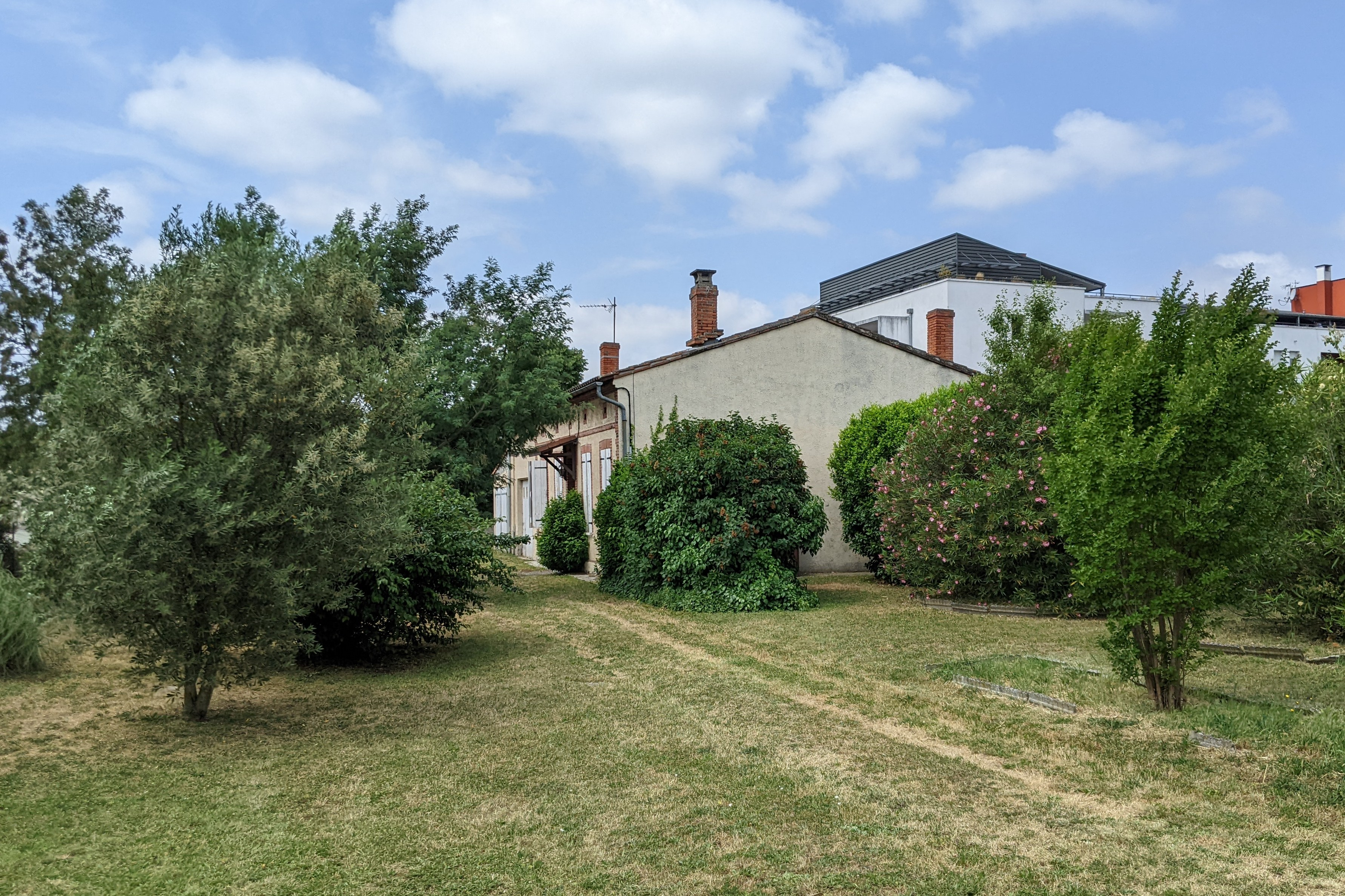
no 32 : ferme.

- no  32 : ferme.
La ferme maraîchère est construite dans la deuxième moitié du XIXe siècle. Elle est bâtie en brique, perpendiculairement au chemin de Borderouge. La façade principale, orientée au sud-est, se développe sur cinq travées, encadrées par un décor de chaînage, et s'élève sur deux niveaux séparés par un cordon. Le niveau de comble est aéré par de petites ouvertures carrées. La partie agricole s'élève à gauche, dans le prolongement du logis principal[4].

### Groupe scolaire privé Sainte-Germaine
L'école primaire de filles Sainte-Germaine est fondée en 1912. Elle occupe d'abord un bâtiment au cœur du quartier de Croix-Daurade, construit sur les plans de l'architecte Georges Masquet (actuel no 136 route d'Albi),. En 2006, elle investit un nouveau bâtiment, construit à l'angle du chemin de Borderouge (actuel no 13) et du boulevard André-Netwiller.
Le groupe scolaire Sainte-Germaine regroupe une école maternelle et une école élémentaire privée sous contrat, pour un ensemble de 250 élèves en 2006.

### Espace vert
- sente 9. 
La sente 9, ouverte en 2003, est un des chemins piétonniers, arborés et paysagés, tracés dans le cadre de l'aménagement du nouveau quartier de Borderouge. Il relie le chemin de Borderouge, au nord, la rue Antoine-Pastre, au sud, et la rue Monseigneur-Bruno-de-Solages, à l'est. Il est par ailleurs prolongé au sud, au-delà de la rue André-Etcheverlepo, par la sente 6. Il cumule une superficie de 2 300 m2. Les allées sont plantées de divers arbres et arbustes.